# Sommet des deux rives de la Méditerranée
 (février 2020).
Le sommet des deux rives de la Méditerranée est une rencontre diplomatique internationale du 23 et 24 juin 2019 regroupant cinq pays européens et cinq africains. Il a lieu  au palais du Pharo, à Marseille. Les thèmes centraux sont l’éducation, la culture, l’économie, le climat et la société civile. 

## Origine
Dans la continuité du dialogue 5+5 et pour renforcer les liens entre les deux rives de la Méditerranée, Emmanuel Macron propose en 2019 un « sommet des deux rives »  à Marseille. Cette rencontre, 10 ans après la création de l'Union pour la Méditerranée, veut redynamiser une politique partenariale, alors que l'UpM a perdu en influence. Il annonce cet événement international lors d’un discours face aux ambassadeurs en août 2018. 
Le sommet est également annoncé par  Jean-Yves le Drian, ministre de l’Europe et des Affaires étrangères et Renaud Muselier, président la Région Provence Alpes Côte d’Azur, à l’occasion de l’événement « Méditerranée du Futur », qui se déroule à la Villa Méditerranée le 13 novembre 2018.

## Organisation
Le sommet a lieu au palais du Pharo, à Marseille les 23 et 24 juin 2019. Emmanuel Macron invite les chefs d'État et de gouvernement des pays membres, ainsi que des représentants des sociétés civiles selon un processus concerté. Chacun des dix pays sera représenté par une délégation. La cheffe de file de la délégation française est Patricia Ricard. Le docteur Abderahmane Mebtoul est désigné expert pour conduire la délégation algérienne.     
Le sommet sera précédé par des forums thématiques et des consultations des différentes délégations nationales pour identifier les initiatives de la société civile à associer à l'événement, comme c'est le cas avec la délégation mauritanienne. Les dialogues régionaux se tiennent en amont de l'événement, l'un en mai, à Barcelone, l'autre à Tunis, le 11 juin pour préfigurer le sommet du 24 juin. Le forum thématique sur l'énergie se tient en avril en Algérie.

## Objectif et thématiques
L'objectif du sommet est de « refonder une politique méditerranéenne plus inclusive » et de "retrouver le fil d'une politique méditerranéenne différente",  « pour parler de la jeunesse, de la mobilité, de l’énergie, des échanges universitaires, cette politique est indispensable et nous allons, dans les prochains mois, préparer ce sommet qui se tiendra à Marseille au début de l’été 2019 » précise Emmanuel Macron lors de son annonce, mettant la jeunesse au cœur de la dynamique.
Cinq thèmes sont arrêtés pour préparer le sommet lors des forums thématiques :
- culture ;
- jeunesse, éducation, mobilité ;
- environnement, développement durable y compris agriculture et transports ;
- énergie, ressources rares ;
- économie et innovation numérique.

L'un des objectifs clés est de relancer les investissements dans la région, par exemple au travers de projets plurilatéraux.  Le sommet des deux rives s'inscrit dans la volonté de sortir du cadre de coopération restreint aux questions migratoires. Certaines associations s'inquiètent de voir les problématiques vécues par les réfugiés évacuées de la rencontre. Jean Yves Le Drian précise que les sujets liés à l'actualité de la région sont au programme du sommet : « à cette grande rencontre participera également la société civile  pour mieux ré-identifier la Méditerranée au regard des événements de ces dernières années avec le conflit israélo-palestinien, la crise migratoire ou la menace terroriste qui ont montré que ce qui se passe en Méditerranée concernait aussi les européens ».

## Pays Membres
Les pays membres du dialogue 5+5 sont : 
Pour la rive nord :
- Espagne
- France
- Italie
- Malte
- Portugal

Pour la rive sud :
- Algérie
- Libye
- Maroc
- Mauritanie
- Tunisie

## Institutions invitées
L'Union Européenne, l'Allemagne sont invitées, ainsi que les organisations pan-méditerranéennes (notamment : Union pour la Méditerranée, Institut Méditerranéen pour l'Eau, Centre Méditerranéen d'Intégration, Fondation Anna Lindh) et les principales organisations économiques internationales présentes dans la région (la Banque mondiale, l'OCDE, la Banque européenne d'investissement et la Banque européenne pour la reconstruction et le développement). Le sommet est un événement d'un genre nouveau, associant, outre les chefs d'État des pays membres, la société civile, les collectivités locales, les entreprises et les artistes.